# Raúl Chappell Morales
Raúl Chappell Morales (Callao, Perú, 23 de julio de 1911-1977) fue un futbolista peruano. Jugaba como defensa y solo jugó por el Alianza Frigorífico y el Sport Boys de la Liga Peruana de Fútbol. 

## Trayectoria
Cachinita, como se le conocía, subió a la máxima categoría del club del puerto a los 17 años. Jugó allí hasta 1931, marchándose por dos años al Alianza Frigorífico, en el que fue el único intervalo que tuvo su historia con la rosada. Al regresar al Boys en 1933 se acomodó como zaguero central junto a Guillermo Pardo. Según los reportes de esa época, Chappell gozaba de gran solvencia para el quite, era técnico y correcto en sus intervenciones, y no necesitaba de recursos vedados para marcar al rival. En 1935 consigue el campeonato nacional siendo líder de la defensa y primer capitán del equipo rosado.
En 1937, volvió a obtener el título nacional de forma invicta con el Sport Boys y nuevamente, Chappell era el capitán.
En escasos cinco años, Chappell conseguiría dos títulos nacionales, un campeonato bolivariano y uno sudamericano: un currículo de oro y plata que hablaba de la calidad del defensor, que pocos años más tarde, y con tan solo 28 años, se vio obligado a retirarse debido a una grave lesión a los meniscos.

## Trayectoria como técnico
Su alejamiento del fútbol no sería definitivo. Siempre estuvo ligado al Boys y en 1942 lograría el campeonato nacional como director técnico. En su etapa de entrenador, Chappell también tuvo a su cargo al seleccionado peruano Sub-20 en 1954, con el que participó en el Sudamericano de 1954 de Venezuela y alcanzó el cuarto lugar. En ese equipo destacarían Isaac "Paco" Andrade, Rodolfo Bazán, Mario Minaya, Víctor "Monín" Salas y Juan Seminario.
Raúl Chappell siguió entrenando en el colegio militar Leoncio Prado. Luego se jubiló y decidió residir en Estados Unidos, donde falleció en 1977.

## Selección nacional
En 1936, la selección nacional tenía el compromiso de jugar las Olimpiadas de Berlín, por lo que el campeonato nacional fue suspendido. Chappell formó parte de la delegación peruana que fue a Berlín junto con el resto de titulares del Sport Boys. Es aquí donde se crea una anécdota junto a Teodoro "Lolo" Fernández. Ambos quedaron impactados por los cortes de pelo al ras, al estilo nazi, que le habían hecho a los boxeadores de la delegación, es así que junto a ‘Lolo’ Fernández decide fungir de peluquero del seleccionado.
En 1938 el zaguero era una pieza clave en las convocatorias de la selección, así que fue nominado entre los participantes para los primeros Juegos Bolivarianos realizados en Bogotá. En estos bolivarianos tuvo como técnico al inglés Jack Greenwell, con el cual se consagraría campeón de la justa.
Chappell sería nuevamente considerado para defender las sedas nacionales en el Copa América 1939, realizado en el Perú. El técnico Jack Greenwell lo hizo debutar en el segundo partido, en la victoria sobre Chile por 3-1. Cubrió el puesto de Juan 'La Víbora' Quispe, haciendo pareja con Arturo Fernández. Chappell sería titular en otros dos partidos: en la victoria sobre Paraguay (3-0) y en el triunfo final frente a Uruguay (2-1), que permitió al representativo peruano consagrarse campeón del torneo.

### Participaciones en Copa América
| Torneo                       | Sede | Resultado |
| ---------------------------- | ---- | --------- |
| Campeonato Sudamericano 1939 | Perú | Campeón   |

### Participaciones en Juegos Bolivarianos
| Torneo                      | Sede     | Resultado |
| --------------------------- | -------- | --------- |
| Juegos Bolivarianos de 1938 | Colombia | Campeón   |

## Clubes
| Club                | País | Año       |
| ------------------- | ---- | --------- |
| Sport Boys          | Perú | 1928-1930 |
| Alianza Frigorífico | Perú | 1931-1932 |
| Sport Boys          | Perú | 1933-1939 |

## Palmarés

### Campeonatos nacionales como jugador
| Título                    | Club       | País | Año  |
| ------------------------- | ---------- | ---- | ---- |
| Primera División del Perú | Sport Boys | Perú | 1935 |
| Primera División del Perú | Sport Boys | Perú | 1937 |

### Campeonatos nacionales como entrenador
| Título                    | Club       | País | Año  |
| ------------------------- | ---------- | ---- | ---- |
| Primera División del Perú | Sport Boys | Perú | 1942 |